# Шмидт, Вера Фёдоровна
Вера Фёдоровна Шмидт (урождённая Яницкая; 27 июля 1889, Староконстантинов, Волынская губерния — 17 июля 1937, Москва) — русский и советский психоаналитик, педагог; секретарь Русского психоаналитического общества, автор брошюры «Психоаналитическое воспитание в Советской России» и ряда статей по психоаналитическому изучению детства.

## Биография
Родилась и выросла в Староконстантинове Волынской губернии, в семье врачей Фёдора Феодосьевича Яницкого (1852—1937) и Елизаветы Львовны Гросман (1853—1913). Мать — одна из первых женщин-врачей в России, дочь коллежского асессора, врача Одесского уездного училища, позже ставшего статским советником, Льва Моисеевича Гросмана (1819—1896). Отец — военный врач-хирург, действительный тайный советник, генерал-полковник, в годы Гражданской войны — член Медицинского совета при Главном военно-санитарном управлении Украины и консультант Главного военно-санитарного управления Красной Армии. Много лет родители В. Ф. Шмидт работали земскими врачами в Полтавской губернии. В семье, кроме Веры, было ещё трое детей. Двое из них умерли в детстве, их имена — неизвестны. Младший брат Веры Фёдоровны — библиотечный деятель, книговед, библиограф, историк, географ, статистик, доктор географических наук, писатель Николай Фёдорович Яницкий.
В Одессе Вера Фёдоровна Шмидт окончила Мариинскую женскую гимназию с золотой медалью. В 1912 году В. Ф. Шмидт окончила исторический факультет Высших женских (Бестужевских) курсов. Участвовала в революционном движении: в 1905 году принимала участие в забастовке учащихся Одессы, посещала сходки, участвовала в уличных демонстрациях. В 1913 году Федор Яницкий (с сыном Николаем и дочерью Верой) постановлением Правительствующего сената признан в потомственном дворянском достоинстве с правом на внесение в дворянскую родословную книгу, в третью часть. В 1917 году уехала с мужем, О. Ю. Шмидтом, в Петроград. В 1917 году переехала в Москву. После революции В. Ф. Шмидт окончила курсы в Институте высшей нервной деятельности (1920-е гг.) и Университете марксизма-ленинизма (1936 г.). Умерла в 1937 году от базедовой болезни.

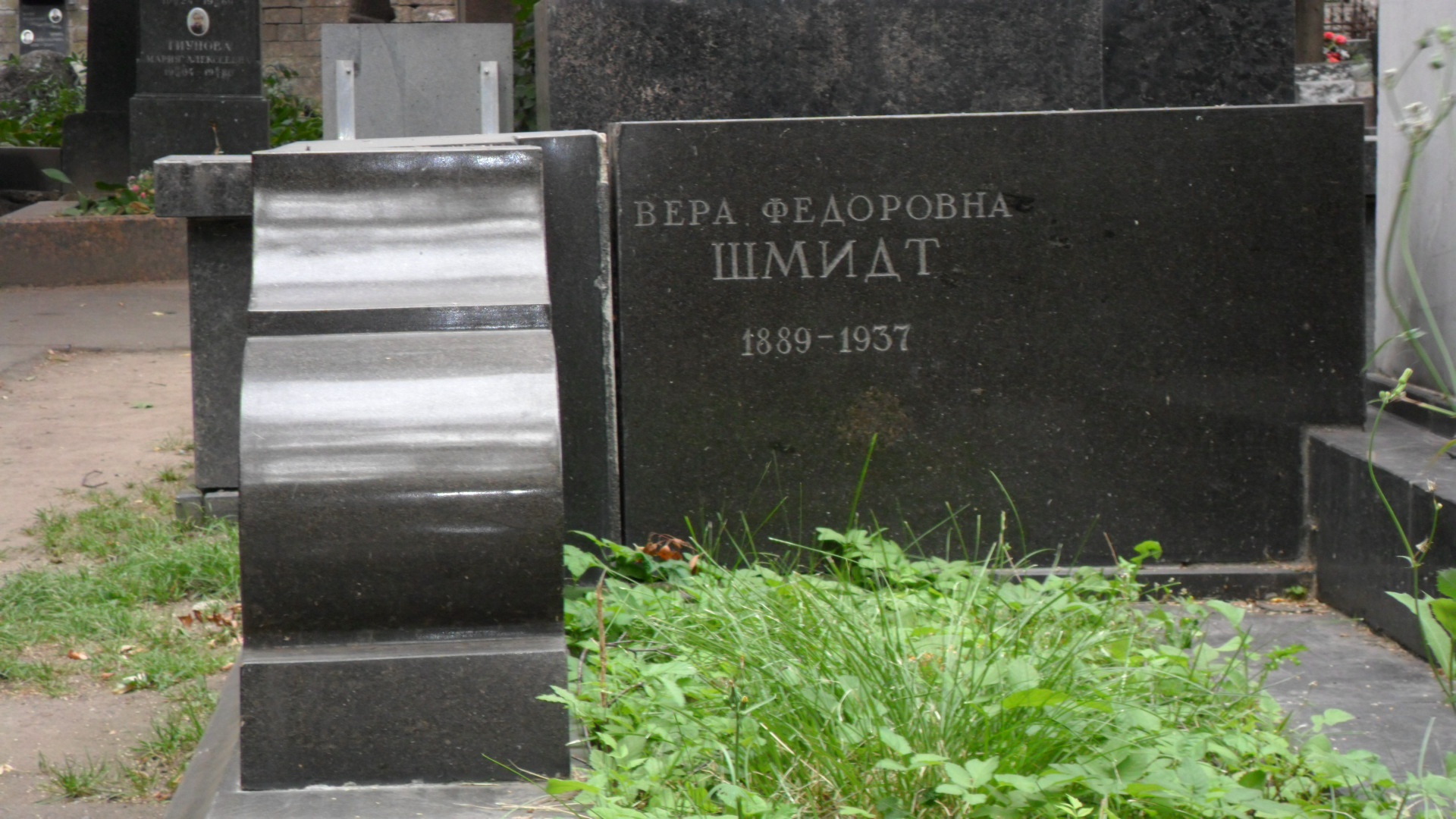
Могила В. Ф Шмидт на Новодевичьем кладбище

## Профессиональная деятельность
Этапы трудовой деятельности: с 1917 года работает в дошкольном отделении Народного комиссариата просвещения, затем с 1921 по 1925 гг. В. Ф. Шмидт являлась одной из сотрудниц Детского дома-лаборатории «Международная солидарность», где велись систематические наблюдения за развитием детей младшего возраста. С 1930 г. — в Экспериментально-дефектологическом институте.
В. Ф. Шмидт занималась вопросами изучения и воспитания детей в норме и при отклонениях в развитии. Отмечала большую роль организованного воспитания детей, начиная с дошкольного возраста. Считала необходимым создать дошкольные учреждения для детей. Организация таких учреждений, по её мнению, приведёт к тому, что дети придут в школу с определённым запасом навыков, опыта, часто грамотными. В. Ф. Шмидт занималась научно-исследовательской работой. Ею изучено влияние пищевых рефлексов на величину безусловной слюноотделительной реакции. В своих работах, касающихся детей с отклонениями в развитии, она изучала вопрос о вредном влиянии на формирование психического развития ребёнка. Она показала, что не только разные дети по-разному реагируют на одни и те же обстоятельства, но что один и тот же ребёнок в различные периоды своей жизни может дать самые различные реакции. В. Ф. Шмидт показывает, как неблагоприятные условия формируют психопатоподобные черты в поведении ребёнка. Её деятельность высоко оценивал Л. С. Выготский.

## Семья
- Муж — математик, географ и полярник Отто Юльевич Шмидт. Наблюдения за их сыном Воликом (кандидат технических наук Владимир Оттович Шмидт, 1920—2008), легли в основу двух её статей и большой книги «Дневник матери» (1920—1923, опубликована 2009—2010).
- Сын — кандидат технических наук Владимир Оттович Шмидт (1920—2008)
- Тётя — известный переводчик Марина Львовна Лихтенштадт (урождённая Гроссман, 1857—1937), участник «Народной воли» и создатель «Группы помощи политическим заключённым Шлиссельбургской каторжной тюрьмы», жена литератора и судебного деятеля Иосифа Моисеевича Лихтенштадта (1842—1896, ей посвящена книга А. Я. Бруштейн «Цветы Шлиссельбурга»). Их сын (двоюродный брат В. Ф. Шмидт) — эсер-максималист Владимир Осипович Лихтенштадт (1882—1919, известен также как Фёдор Мазин), был приговорён к смертной казни через повешение (заменённой на вечную каторгу) за участие в покушении на П. А. Столыпина; переводчик главного труда Отто Вейнингера «Пол и характер» (1908).
- Другая тётя — Раиса Львовна Прибылева (урождённая Розалия Львовна Гроссман, 1858—1900), участница «Народной воли», осуждённая по делу «семнадцати народовольцев» (1883); жена литераторов-народовольцев Александра Васильевича Прибылёва (1857—1936) и Николая Сергеевича Тютчева (1856—1924).
- Племянник, сын брата Николая Фёдоровича Яницкого — советский и российский социолог, доктор философских наук, профессор Олег Николаевич Яницкий.

## Сочинения
- Шмидт, В. Ф. Психоаналитические и педагогические труды. Т. 1: Дневник матери: первый год жизни. — Ижевск: ERGO, 2009. ISBN 978-5-98904-050-6
- Шмидт, В. Ф. Психоаналитические и педагогические труды. Т. 2: Дневник матери: второй и третий годы жизни. — Ижевск: ERGO, 2010. ISBN 978-5-98904-061-2
- Шмидт, В. Ф. Психоаналитические и педагогические труды. Т. 3: Психоаналитическое воспитание. — Ижевск: ERGO, 2012. ISBN 978-5-98904-065-0
- Vera Schmidt. Sämtliche Werke. Ahriman-Verlag GmbH, 2010. EAN: 978-3894848194